# Công ty Luân Đôn
Công ty London, tên chính thức là Công ty Virginia của Luân Đôn (tiếng Anh: Virginia Company of London), là một bộ phận của Công ty Virginia chịu trách nhiệm xâm chiếm và thuộc địa hóa bờ biển phía Đông của Bắc Mỹ giữa vĩ độ 34° và 41° N.